# Synaptics
Synaptics Incorporated – amerykańskie przedsiębiorstwo informatyczne z siedzibą w San Jose, w stanie Kalifornia, założone w 1986 roku przez Carvera Meada i Federico Faggina.
Sterowniki opracowane przez Synaptics zawierają zaawansowane możliwości programowania (symulacja działania myszy komputerowej) i współpracują ze wszystkimi touchpadami instalowanymi w laptopach.